# Бернацький Михайло Михайлович
Михайло Михайлович Берна́цький (18 серпня 1916, Косів — 26 серпня 1981, Косів) — український радянський народний майстер різьби на дереві й мосяжництва; член Спілки радянських художників України з 1948 року.

## Біографія
Народився 18 серпня 1916 року в місті Косові (нині Івано-Франківська область, Україна). Упродовж 1939—1959 років працював в артілі «Гуцульщина»; у 1959—1981 роках — на Косівському художньо-виробничому комбінаті Художнього фонду УРСР. Мешкав у Косові в будинку на вулиці Радянській, № 22. Помер у Косові 26 серпня 1981 року.

## Творчість
Працював у галузі прикладного мистецтва (художня різьба по дереву). Виготовляв тарелі, альбоми, шкатулки, рахви, вази та кубки, декоровані інкрустацією, плоским різьбленням. Розробляв шевченківську тематику. Серед робіт: скринька (1960); шкатулки «Мені тринадцятий минало…» (1964); «Ювілейна» (1964); рахви гуцульські (1947—1967) та інше.
Брав участь у республіканських виставках з 1949 року, всесоюзних — з 1968 року, зарубіжних — з 1952 року, зокрема його роботи експонувалися на виставках Лейпцигу у 1952 році, Пловдиві у 1955 році, Варшаві у 1956 році, Ліллі у 1957 році та на Всесвітній виставці в Брюсселі у 1958 році.
Твори зберігаються в Національному музеї українського народного декоративного мистецтва у Києві, Музеї етнографії та художнього промислу у Львові, Коломийському (13 творів) та Косівському музеях народного мистецтва Гуцульщини.
Був солістом капели «Гуцульщина».